# (16706) Svojsík
16706 Svojsik (1995 OE1) – planetoida z pasa głównego asteroid okrążająca Słońce w ciągu 4,84 lat w średniej odległości 2,86 j.a. Odkryta 30 lipca 1995 roku.